# 皮德利斯基 (捷奧菲波利區)
49°47′31″N 26°23′57″E / 49.79194°N 26.39917°E
皮德利斯基（烏克蘭語：Підліски）是位於烏克蘭西部的村莊，由赫梅利尼茨基州裡赫梅利尼茨基區的泰奧菲波爾市鎮負責管轄。該村始建於1926年，面積0.37平方公里，海拔高度312米，2001年人口110，人口密度每平方公里298.9人。